# Retinia monopunctata
Retinia monopunctata là một loài bướm đêm thuộc họ Tortricidae. Loài này có ở Nhật Bản (Hokkaido, Honshu, Shikoku), miền bắc Trung Quốc và Nga (Primorskii Krai).
Sải cánh dài 11–17 mm. Con trưởng thành bay từ đầu tháng 5 đến giữa tháng 6. Có một lứa một năm.
Ấu trùng ăn Abies sachalinensis, Abies homolepis, Picea polita, Picea glehnii, Picea jezoensis, Picea abies, Abies holophylla, Pinus strobus, Larix kaempferi và Pinus koraiensis.